# Fundació Princesa de Girona
La Fundació Princesa de Girona és una fundació privada constituïda a Girona el 2009 per iniciativa d'empreses com la Cambra de Comerç de Girona, la Caixa Girona, la Fundació Gala-Salvador Dalí i La Caixa, així com d'altres de la resta de l'estat espanyol. És impulsada per 88 patrons i la presidència d'honor recau en el rei d'Espanya, Felip VI, en nom de la seva filla, la princesa Elionor de Borbó.
La fundació convoca anualment els Premis Fundació Princesa de Girona, els quals pretenen reconèixer la iniciativa i l'esforç, la recerca científica i la creativitat artística, la solidaritat i el desenvolupament del talent de joves emprenedors i innovadors. També promou d'altres accions d'abast estatal en programes de detecció de talent, de millora de l'ocupabilitat i de transformació educativa.
El 2020 el pressupost de la fundació fou de 2,8 milions d'euros.
La fundació ha generat nombroses protestes al llarg de la seva existència, majoritàriament organitzades des de l'independentisme català a través de la Coordinadora Antimonàrquica. Un dels incidents va sorgir el 5 de juliol de 2023 quan estava previst que el rei Felip VI lliurés els premis de la fundació en un hotel de Caldes de Malavella. Com a resposta, al matí diversos activistes van penjar una estelada i una pancarta contra els Borbons a la façana de la seu de l'entitat monàrquica i, a la tarda, es va organitzar una manifestació fins a l'hotel, que va acabar amb la retenció del portaveu de la coordinadora, Quim Tell, a mans dels Mossos d'Esquadra.